# Laser med fördelad återkoppling

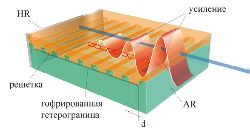
DFB-laser. Räfflorna på undersidan av den optiskt aktiva zonen representerar den återspridande strukturen.

Laser med fördelad återkoppling (engelska: Distributed Feedback Laser) eller DFB-laser är en halvledarlaser där det aktiva materialet har en periodisk struktur som återsprider bestämda våglängder. En laserkavitet med DFB-struktur kan oscillera utan speglar på ändytorna.

## Egenskaper och användningar
En viktig fördel hos DFB-lasern är att de longitudinella moderna är så starkt dämpade att strålningen är närmast monokrom. Bandbredden kan vara 3 MHz. Den används därför gärna för fiberoptisk kommunikation och i gassensorer.

## Historia
En tidig laser med fördelad återkoppling patentsöktes i Sverige år 1975.